# 번식 성공

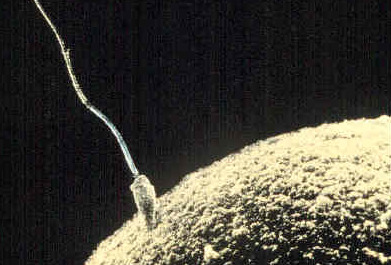
유성 생식에서 난자와 수정되는 정자는 번식 성공의 한 단계이다.

번식 성공(繁殖成功, 영어: reproductive success)은 생물 개체가 번식 행위를 통해 자손을 만드는 데에 성공하는 것을 의미한다. 이는 특정 개체가 만드는 자손의 수뿐만 아니라 이러한 자손 자체의 번식 성공 여부에 의해 제한된다.
번식 성공은 우연과 환경의 영향이 특정 유전자에 영향을 미치지 않기 때문에 개체의 성공이 반드시 유전자형의 적응력을 결정하는 요인이 아니라는 점에서 적합성과 다르다.

## 같이 보기
- 생식

## 더 읽을거리
- Clutton-Brock TH (1988년 6월 22일). 《Reproductive success: studies of individual variation in contrasting breeding systems》. University of Chicago Press. ISBN 978-0-226-11058-5.
- Foster W (December 1967). “Hormone-mediated nutritional control of sexual behavior in male dung flies”. 《Science》 158 (3808): 1596–7. Bibcode:1967Sci...158.1596F. doi:10.1126/science.158.3808.1596. PMID 6060368. S2CID 22041979.